# Роб Нинкович
Роберт Мајкл Нинкович (енгл. Robert Michael Ninkovich) бивши је играч америчког фудбала који наступа за тим Њу Ингланд патриотса који се такмиче у Националној фудбалској лиги. Игра на позицији спољног лајнбекера односно дефанзивног крајњег играча у одбрани и задатак му је да покуша да пресече пас противника, спречи евентуално додавање, или покуша да дође до квотербека и направи сек. Носи дрес са бројем 50.

## Порекло
Рођен је 1. фебруара 1984. године у граду Блу Ајланд у америчкој савезној држави Илиноис, у породици хрватског порекла.